# Gal Cohen Groumi
Gal Cohen Groumi (en hebreo: גל כהן גרומי‎; Hod HaSharon, 22 de abril de 2002) es un deportista israelí que compite en natación, especialista en el estilo mariposa.
Ganó una medalla de oro en el Campeonato Europeo de Natación de 2024, en la prueba de 4 × 100 m estilos mixto. Participó en los Juegos Olímpicos de Tokio 2020, ocupando el octavo lugar en la misma prueba.

## Palmarés internacional
| Campeonato Europeo | Campeonato Europeo | Campeonato Europeo | Campeonato Europeo      |
| Año                | Lugar              | Medalla            | Prueba                  |
| ------------------ | ------------------ | ------------------ | ----------------------- |
| 2024               | Belgrado (Serbia)  | Medalla de oro     | 4 × 100 m estilos mixto |